# Epomophorus angolensis
Epomophorus angolensis es una especie de murciélago de la familia Pteropodidae.

## Distribución geográfica
Se encuentra en Angola y Namibia.

## Hábitat
Su hábitat natural son: están secas sabanas húmedas y secas

## Estado de conservación
Se encuentra amenazada de extinción por la pérdida de su hábitat natural.